# São Félix do Xingu
São Félix do Xingu – miasto i gmina w Brazylii, w stanie Pará. Znajduje się w mezoregionie Sudeste Paraense i mikroregionie São Félix do Xingu.